# Jorge Claros
Jorge Aarón Claros Juárez (La Ceiba, 1986. január 8. –) hondurasi válogatott labdarúgó, jelenleg a Sporting Kansas City játékosa. Posztját tekintve védekező középpályás.

## Sikerei, díjai
CD Motagua
- Hondurasi bajnok (2): 2006–07 Apertura, 2010–11 Clausura

## Külső hivatkozások
- Jorge Claros a national-football-teams.com honlapján